# Tre mondi
Tre mondi è una litografia dell'incisore e grafico olandese Maurits Cornelis Escher, pubblicata nel 1955.
L'opera appartiene alla collezione permanente del Gemeentemuseum Den Haag. 

## Descrizione
Nella litografia sono rappresentate tre diverse componenti naturali:
(M.C.Escher, )
Ognuna di queste componenti è uno dei tre "mondi" citati nel titolo dell'opera, ma nessuna è ben distinta dall'altra: infatti, la superficie dell'acqua non può essere considerata separatamente dalle foglie cadute, né dal riflesso degli alberi, né tantomeno dalla figura del pesce.
L'aria, considerata uno dei capolavori di Escher, rappresenta uno stagno nella stagione autunnale; sul pelo dell'acqua galleggiano foglie cadute dagli alberi che si scorgono nel riflesso, mentre sotto la superficie dello stagno si intravede il grosso pesce. L'artista illustra il tema del fluire continuo della natura, a lui molto caro.

### Mondi simultanei
Escher crea un rapporto di bidimensionalità nella tridimensionalità, dal momento che la superficie dell'acqua funge da "mondo intermedio" tra quello sopra, che si vede solo grazie al riflesso e si intuisce dalla presenza delle foglie, e quello sotto la superficie stessa. L'acqua dello stagno ha dunque funzione di essenza, riflesso e profondità del mondo soprastante, creando un gioco di specchi tra ciò che è reale e ciò che è solo riflesso, tra il mondo "vero" e quello "falso". L'inserimento di mondi che si compenetrano tra loro è una costante nelle opere di Escher; l'uso di superfici riflettenti gli permette infatti di esplorare nuovi punti di vista e nuove angolature, aumentando la spazialità dell'opera. In questo modo l'autore impone all'osservatore uno sforzo cognitivo, in quanto deve riuscire a destreggiarsi nell'intricato insieme di mondi simultanei. Inoltre, Escher usa il riflesso come una "protesi" dell'occhio, al fine di avvicinare situazioni tra loro diverse ma contemporanee, allargando lo sguardo ma restringendo la dimensione temporale a un momento, quasi congelandola; infatti, in Tre mondi si ha l'impressione di assistere a una scena eterna, silenziosa, fuori dal tempo.  
(M.C.Escher, )

### La ciclicità della natura
L'insieme di rimandi lascia percepire all'osservatore la complessità del ciclo della natura, dove la compenetrazione di mondi diversi è alla base della sua eterna rigenerazione. Le foglie cadute, simbolo di morte e caducità, galleggiano sull'acqua, simbolo di vita e rigenerazione; il pesce, grande e vispo, si staglia nel riflesso di alberi secchi e nodosi. Escher esprime in questo modo la sua ammirazione per la bellezza distaccata della natura, elogiandone l'ordine e la perfezione che si rivelano chiaramente se la si osserva con cura.
Altre opere in cui si innesca un meccanismo simile sono l'incisione Superficie increspata (1950) e la xilografia Pozzanghera (1952): in entrambe è presente il tema del riflesso nell'acqua. Nella prima Escher disegna solamente la superficie, dunque l'osservatore non sa quale sia il contesto; tuttavia, il riflesso della luna e di alcuni alberi spogli lascia intuire l'atmosfera autunnale e notturna. Le increspature concentriche distorcono il riflesso, comunicando un senso di inquietudine e rompendo l'equilibrio compositivo. In Pozzanghera, invece, è rappresentata una pozza d'acqua formatasi su un terreno fangoso calpestato da uomini e automobili, come si vede dalle impronte; la tristezza del fango e della luce notturna è però in contrasto con gli alberi fioriti riflessi nell'acqua. In quest'ultima opera, Escher esprime ancora una volta l'abissale divario tra uomo e natura, essendo imperfetto e caotico il primo e perfetta e armoniosa la seconda.

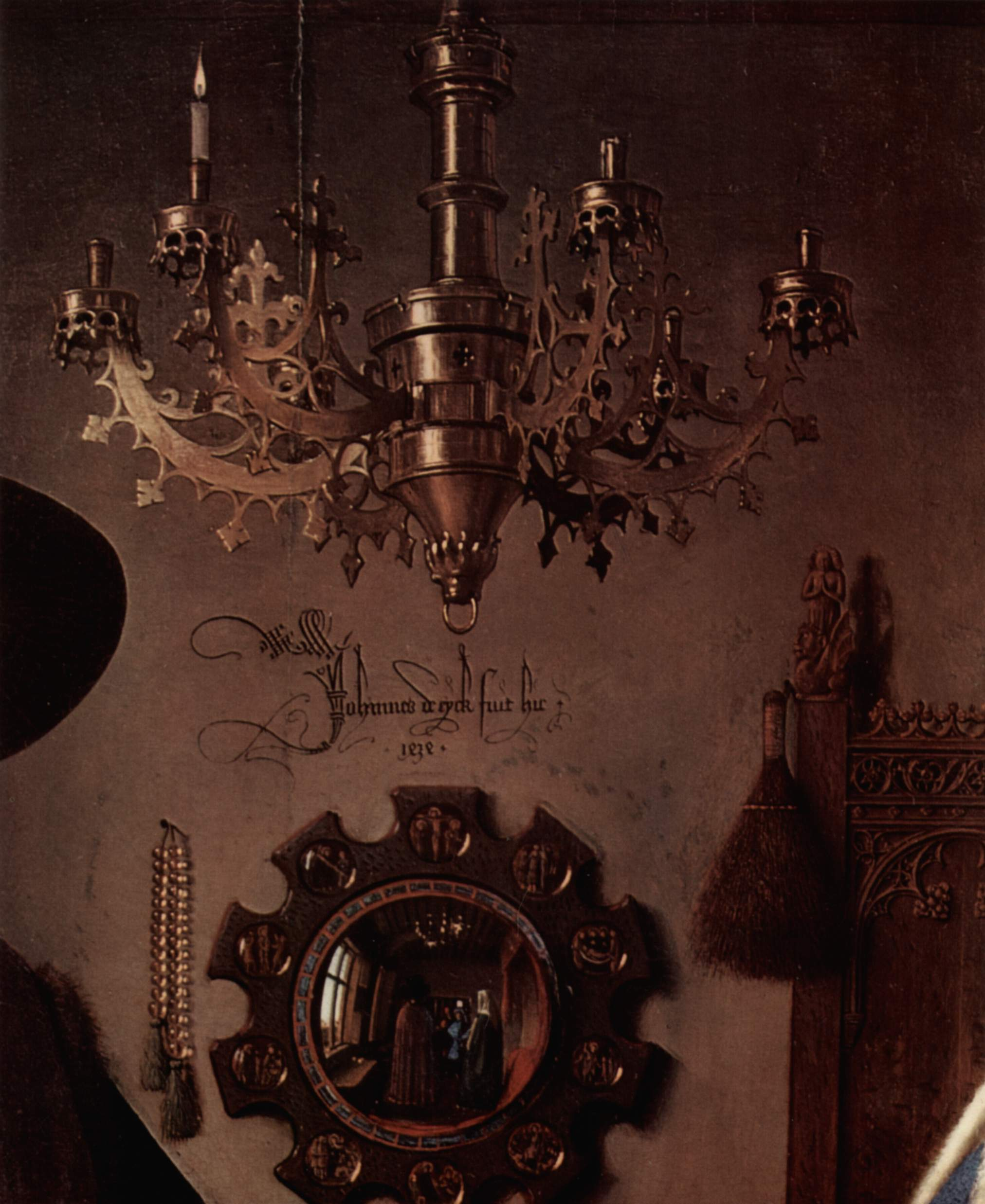
Deattglio del Ritratto dei coniugi Arnolfini, Jan Van Eyck, 1434

## Influenze
La tecnica della "distorsione" della spazialità attraverso specchi e riflessi fu messa a punto già nel Cinquecento dai pittori fiamminghi, certa fonte d'ispirazione per l'artista olandese. La pittura fiamminga si caratterizza infatti per un procedimento "dal particolare al generale", anziché il più classico "dal generale al particolare" (tipico ad esempio dello stile pittorico italiano tradizionale): ciò significa che in un quadro ciò che salta subito all'occhio non è la figura nel suo complesso, bensì i dettagli che la compongono. Questo stile pittorico favorì dunque un grande sperimentalismo, che portò allo studio della resa di una realtà "aumentata" appunto attraverso il riflesso. Esemplare è l'opera di Jan van Eyck, che nel Ritratto dei coniugi Arnolfini (1434) dipinse uno specchio convesso al centro dell'opera, che permette di aumentare la spazialità e vedere le figure distorte dalla forma dello specchio. 
Un altro artista che si cimentò in questi esperimenti fu il Parmigianino; l'esempio più noto è l'Autoritratto entro uno specchio convesso (1524), in cui l'artista si ritrae in maniera insolita, distorcendo l'immagine così come la vede nel riflesso dello specchio convesso. L'estrema mobilità della superficie pittorica è espressione di uno specifico interesse per la resa di sensazioni ottiche del Parmigianino, lo stesso interesse che muove Escher nel creare una suggestiva e policentrica versione della realtà.